# جيريمياه جاي كالاهان
جيريمياه جاي كالاهان (بالإنجليزية: Jeremiah J. Callahan)‏ هو رياضياتي أمريكي، ولد في 11 يناير 1878 في باي سيتي في الولايات المتحدة، وتوفي في 11 أكتوبر 1969.